# Kleppjárnsreykir
Kleppjárnsreykir é uma localidade na Islândia, com uma população de cerca de 40 habitantes em 2020.